# Monastero di Santa Caterina (Avezzano)
Il monastero di Santa Caterina era un complesso religioso di Avezzano (AQ), in Abruzzo, andato completamente distrutto a causa del terremoto della Marsica del 1915.

## Storia e descrizione

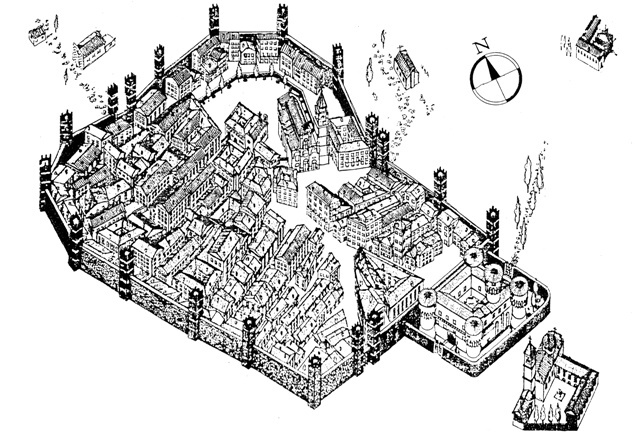
Raffigurazione idealizzata della città di Avezzano con le mura e le tre porte in una stampa riferita all'anno 1830 (Corrado Pagani, 1969)

Il monastero femminile di santa Caterina d'Alessandria fu istituito ad Avezzano dopo la peste del 1656 grazie alle elargizioni del benefattore Francesco Marchetelli, a una donazione di Alessandro Felli alla confraternita di Misericordia e al contributo di numerosi altri cittadini e dei Colonna, signori della contea di Albe e duchi di Tagliacozzo, in particolare di Lorenzo Onofrio Colonna. Situato all'interno della cinta muraria, il complesso religioso includeva il monastero domenicano, la chiesa, l'ampio orto e alcuni edifici, destinati in parte ad uso abitativo e in parte come scuola femminile riservata alle fanciulle benestanti della città o che desideravano una vita monacale.
La struttura fu accresciuta nel 1677 con l'arrivo di Maria Girolama Colonna, sorella del duca Lorenzo Onofrio. La famiglia nobile romana favorì nel corso dei decenni vari lavori di ristrutturazione degli immobili e del fontanile. 
Nel catasto onciario del 1753 alcune abitazioni situate all'interno del complesso monastico risultavano di proprietà della famiglia Minicucci, mentre la priora era suor Cecilia Mattei.
Non distante, nella piazza del Pantano adiacente alla collegiata di San Bartolomeo venne insediata dal 1762 la scuola pubblica femminile intitolata alla Santissima Trinità in cui Madre Maria Teresa Cucchiari rese possibile l'istruzione alle giovani donne meno abbienti del luogo.
Nel 1909 l'ordine religioso delle suore di clausura, prima di trasferirsi nel convento del Santissimo Rosario fondato nel XVII secolo da Maria Antonia Colonna a Marino, rimise nelle mani del comune la gestione degli immobili che dal 1912 ospitarono il liceo ginnasio intitolato a Luigi di Savoia Duca degli Abruzzi, precedentemente stanziato nel palazzo Mattei-Minicucci.
La chiesa a navata unica era caratterizzata nella facciata da un portale in pietra. Internamente le decorazioni e gli stucchi presentavano un effetto marmorizzato. Il monastero a due piani era affiancato dall'oratorio, dal refettorio, dal laboratorio, da cucine e dispense e da alcune abitazioni.
Nell'orto si apriva un porticato, presumibilmente residuo di un chiostro.
Il comune prima di trasferire le scuole operò alcune modifiche adeguando gli ambienti interni.
Con il terremoto della Marsica del 1915 la struttura andò completamente distrutta. Come per molti altri monumenti di Avezzano la riedificazione non fu possibile.